# Alliierte Bombenabwürfe auf die Schweiz

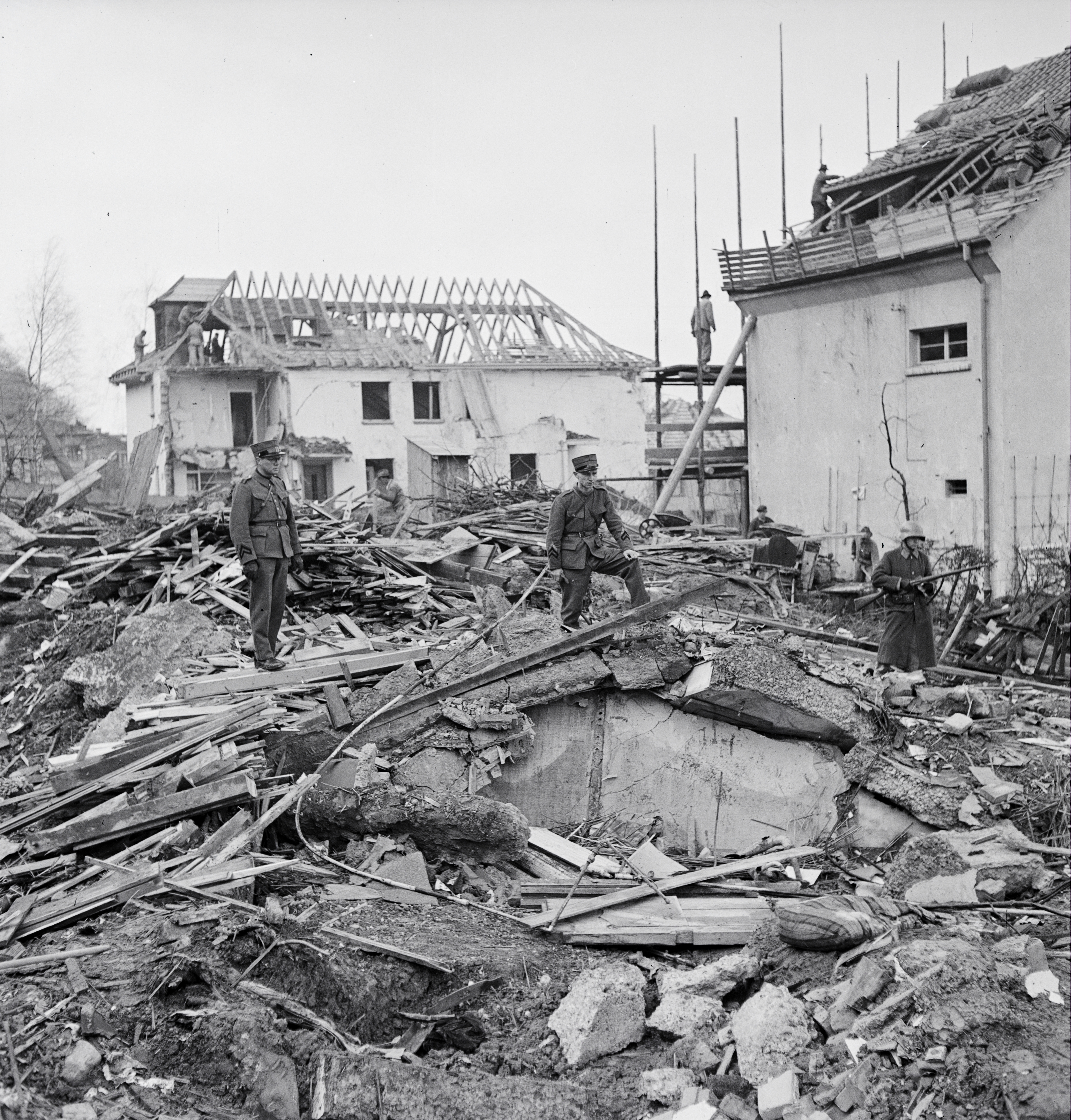
Bombenabwurf der United States Army Air Forces im Raum Milchbuck, Zürich-Oberstrass, am 4. März 1945

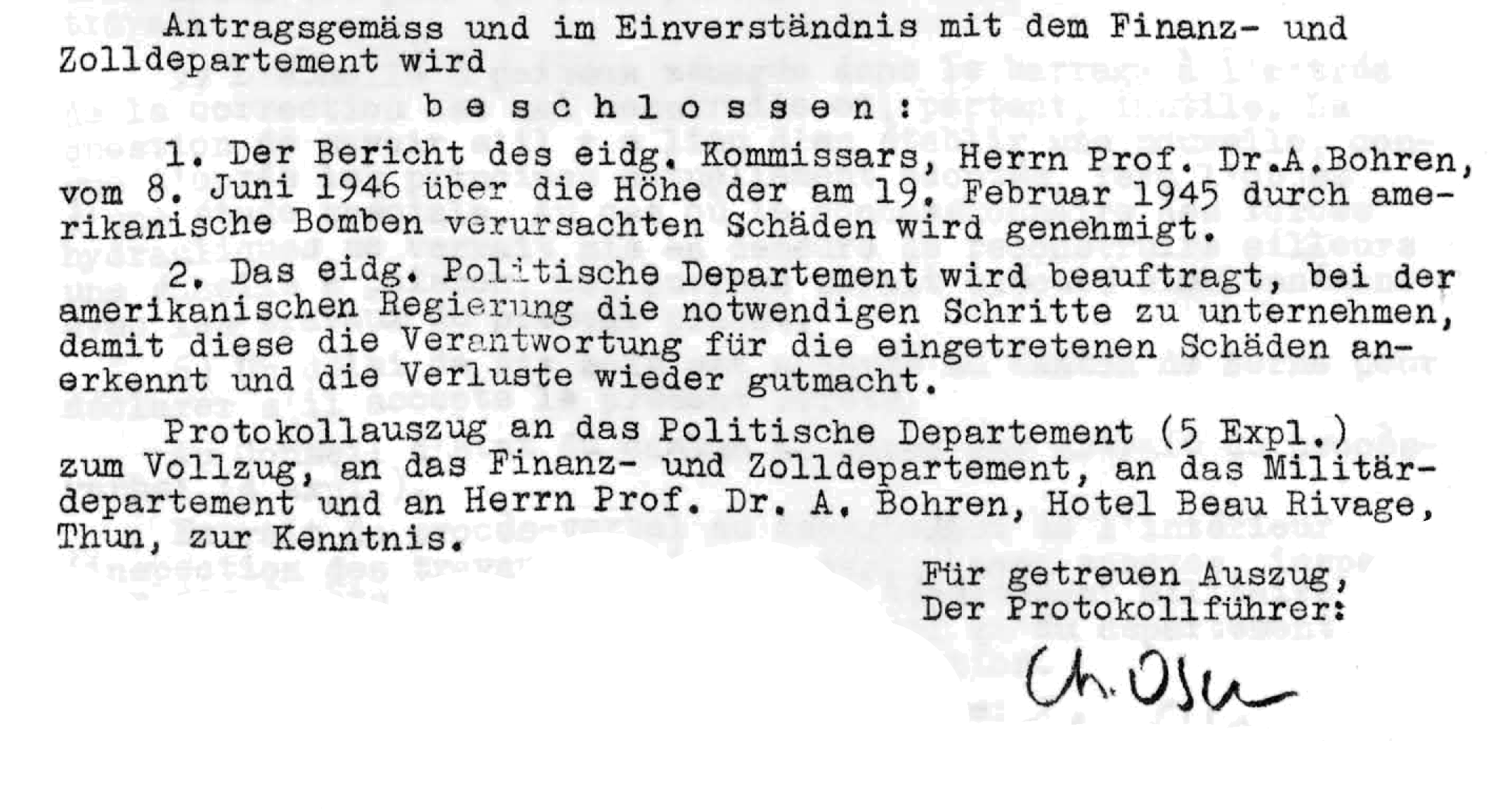
Bundesratsentscheidung betreffend Bombenschäden vom 19. Februar 1945 im Kanton Aargau

Die alliierten Bombenabwürfe auf die Schweiz während des Zweiten Weltkriegs werden offiziell auf Navigationsfehler zurückgeführt.
Eine andere Theorie sah die Ursache in den Waffenlieferungen der SIG und anderer Unternehmen an das Deutsche Reich. Diese zeitgenössische Theorie ist aber inzwischen klar widerlegt, wenn auch Winston Churchill die Bombardierung der Eisenbahnlinien erwogen hat, welche die neutrale Schweiz im Zweiten Weltkrieg von den Achsenmächten benutzen liess.

## Einzelne Bombenabwürfe
In der Schweiz starben in den Jahren 1939 bis 1945 insgesamt 84 Menschen durch britische und US-amerikanische Bomben.
- In der Nacht vom 16. auf den 17. Dezember 1940 wurden Basel und Binningen von der Royal Air Force bombardiert. Es gab vier Tote.[4]
- Am 23. Dezember 1940 wurde das Wipkinger Eisenbahnviadukt in Zürich bombardiert. Eine Person starb, weitere Menschen wurden verletzt. Die Zahnradfabrik Maag wurde von über 50 Brandbomben getroffen. Das eigentliche Ziel waren angeblich die Motorenwerke Mannheim (MWM, heute Caterpillar Energy Solutions); wegen schlechten Wetters sollen einige Piloten vom Kurs abgekommen sein und Zürich irrtümlich für ein geeignetes Ausweichziel gehalten haben. Nach dem Angriff verbreiteten sich Gerüchte über einen planvollen Angriff, da die Maag-Fabrik Rüstungsmaterial nach Deutschland liefere und Kohlentransporte von Deutschland nach Italien über diese Bahnlinie liefen.[2][5]

In den Jahren 1941 und 1942 waren kaum alliierte Überflüge über Schweizer Gebiet zu verzeichnen, unter anderem wegen der von der Schweiz nach diplomatischem Druck Deutschlands verfügten Verdunkelungsmassnahmen, die den Piloten die Orientierung erschwerten. Im Verlauf des Jahres 1942 nahm die Zahl der Überflüge wieder zu.
- 17. Mai 1943: Bombenabwurf über Oerlikon, Zürich[7]
- In der Nacht vom 12. zum 13. Juli 1943 wurde Riggisberg von einem britischen Bomber mit über 200 Bomben mit einem Gesamtgewicht von 1,2 Tonnen bombardiert, die grossen Sachschaden anrichteten. Es sei ein Notabwurf der Bomben gewesen, da der Pilot über eine Gewitterwolke aufsteigen wollte. Der Bomber gehörte zu einer Staffel von circa 100 britischen Avro Lancaster, die in der Nacht die Schweiz vom Norden nach dem Ziel Turin in Italien überquerten, und es kam infolge Föhnlage mit heftigen Gewitterstürmen sowie Beschuss mit sichtbaren Treffern durch Schweizer Flugabwehr vom Col du Marchairuz aus zu Notabwürfen u. a. über dem Val de Ruz, bei Flamatt, bei Lutry und an der Schynigen Platte, die weniger Schaden anrichteten. Zwei Bomber stürzten in Folge des Beschusses bei Le Bouveret und Sion ab, die Besatzungen kamen ums Leben.[8][9][10][11]

Ab Oktober 1943 nahm die Schweizer Luftwaffe ebenfalls auf deutschen Druck hin ihre seit Juni 1940 eingestellten Abfangsmassnahmen wieder auf, wobei man vor allem versuchte, alliierte Bomber zur Landung in der Schweiz zu zwingen.

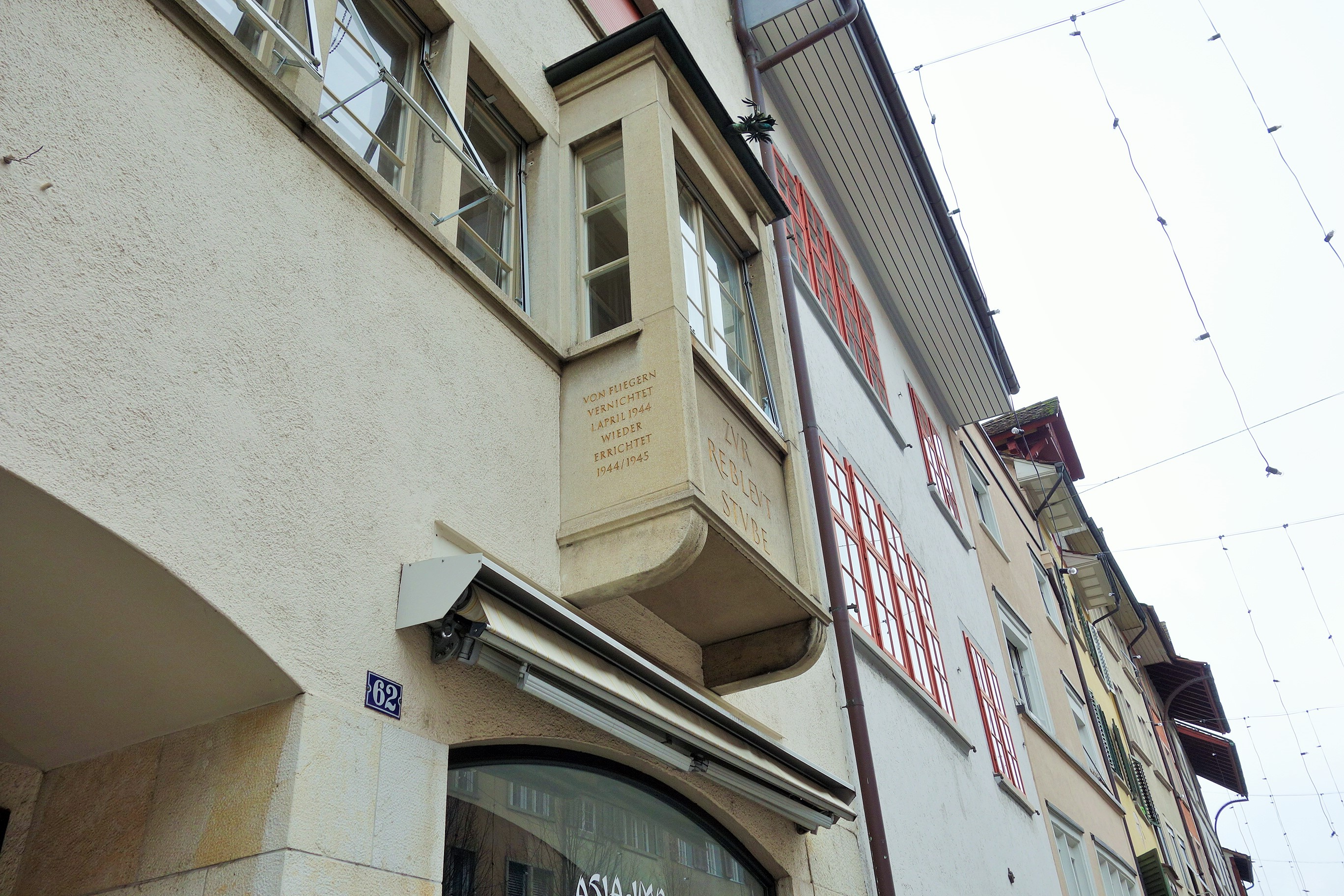
Schaffhausen, Inschrift auf dem Erker: "Von Fliegern vernichtet 1. April 1944, wieder errichtet 1944/1945"

- Bei der Bombardierung von Schaffhausen am 1. April 1944, dem folgenschwersten Angriff in der Geschichte des schweizerischen Bundesstaates, kamen 40 Menschen um und 270 wurden zum Teil schwer verletzt.[12][7][13][14][15]
- Am 29. Oktober 1944 wurden beim Luftangriff auf Le Noirmont zwei Menschen verletzt.
- Am 9. November 1944 warfen US-Bomber 20 Sprengbomben über dem Glattfelder Weiler Rheinsfelden ab. Drei Tote und mehrere Verletzte waren die Folge. Der Eisenbahnviadukt der Linie Winterthur–Koblenz sowie mehrere Wohnhäuser wurden beschädigt. Das bei Rheinsfelden liegende Kraftwerk Eglisau wurde nicht beschädigt.
- Am 25. Dezember 1944 starb beim Bombenabwurf auf Thayngen ein Stellwerkwärter, neun Piloten einer Bomberstaffel hatten Thayngen mit Singen (Hohentwiel) verwechselt.
- Am 11. Januar 1945 starb bei der Bombardierung der Gotthard-Bahnlinie nahe Chiasso ein Lokomotivführer der SBB.
- Am 22. Februar 1945 warf eine einzelne B-17 „Flying Fortress“ zwölf 250-kg-Sprengbomben über Stein am Rhein ab; 9 Tote und 15 Schwerverletzte.[16]
- Ebenfalls am 22. Februar 1945 wurden die Gemeinden Vals, Tägerwilen, Neuhausen am Rheinfall und Beringen irrtümlich von amerikanischen Flugzeugen bombardiert. Weiter fielen auch auf Rafz zehn Bomben, die acht Tote forderten.[17][18]
- Auch am 22. Februar 1945 beschoss in Otelfingen eine U.S P-47 «Thunderbolt» einen Güterzug. Verletzt wurde niemand.[19]
- Am 4. März 1945 um 10.19 Uhr bombardierten sechs amerikanische B-24 «Liberator» der 392nd Bomb Squadron das Gebiet der Landwirtschaftlichen Schule Strickhof in Zürich-Oberstrass, 5 Menschen starben, 15 wurden verletzt. Die Piloten sollen die Stadt irrtümlich für Pforzheim gehalten haben.[2][20]
- Ebenfalls offiziell irrtümlich wurde am 4. März 1945 der Güterbahnhof Wolf in Basel von den United States Army Air Forces bombardiert.[21] Neun B-24 «Liberator»-Bomber der 466th Bomb Group warfen um 10:13 Uhr 12,5 Tonnen Bomben und 5 Tonnen Brandstabbomben ab. Es entstehen Schäden im Gundeldinger-, St. Alban und Breitequartier.[22][23] Die Piloten sollen die Stadt irrtümlich für Freiburg im Breisgau gehalten haben.[24]

## Reparationszahlungen
Hatten die Amerikaner 1944 noch 4 Millionen Dollar an Entschädigung bezahlt, so erhielt die Schweiz von den USA am 21. Oktober 1949 einen abschließenden zusätzlichen Betrag von 62'176'433 Schweizer Franken, also knapp 14,4 Millionen Dollar, für die gesamten durch die USA verursachten Sach- und Personenschäden in der Schweiz.